# Rhamphichthys rostratus
La anguila picuda, morena picuda, Rhamphichthys rostratus es una especie de anguila en la familia Rhamphichthyidae.

## Descripción
Presenta un cuerpo de color pardo con manchas más oscuras a rojizas, irregulares; alargado, comprimido lateralmente, cabeza pequeña, con hocico en tubo, recto, boca pequeña, desdentado. Su aleta anal blanca con manchas castañas, irregulares, con 400 radios y comienza antes del origen de las aletas pectorales. Alcanza hasta 11 dm de largo; y no presenta dimorfismo sexual. 

## Nombre común
Bombilla, anguiya picuda, anguila picuda, morenita, morena picuda, señorita.[cita requerida]

## Ecología
Habita aguas profundas de grandes ríos, aunque aparecen en tributarios y lagunas marginales. De día permanece casi inmóvil en el fondo, parcialmente enterrado y de lado. Se distribuye en la cuenca del Orinoco, y llega hasta Argentina. Esta especie pertenece al grupo de peces eléctricos, ya que despide descargas de media intensidad que lo orientan y detectan sus presas. 